# М'якінін Микола Діомидович
Микола Діомидович М'якінін (рос. Мякинин Николай Диомидович; 1787 — 10 жовтня 1814) — російський командир епохи наполеонівських війн, генерал-майор Російської імператорської армії.

## Біографія
Микола М'якінін народився 1787 року в Новгородській губернії в дворянській родині.
У 1802 році був юнкером у 1-му артилерійському батальйоні, в лейб-гвардійському Артилерійському батальйоні, восени став портупей-юнкером. Із 31 березня 1804 року — підпоручник.
За хоробрість, проявлену в битві під Аустерліцом, отримав орден Святої Анни 3-го ступеня. Із лютого 1806 року — ад'ютант при генералі О. А. Аракчеєві. Учасник боїв під Гуттштадтом, Гейльсбергом і Фрідландом, М'якінін у 1807 році нагороджений орденом Святого Володимира 4-го ступеня з бантом, золотою зброєю, став поручиком. Продовжив службу в лейб-гвардійській Артилерійській бригаді.
У 1812 році на посаді старшого ад'ютанта М'якінін у складі Гвардійського корпусу брав участь у поході до Віленської губернії. 20 листопада 1812 року отримав чин полковника.
М'якінін формував резервну роту для Гвардійської артилерії, яка приєдналася до 1-ї Західної армії після баталії під Красним.
Учасник битви на Березині, бойових дій під Сморгонью і переслідування відступаючих французів до Польщі.
У 1813 році учасник дій при облозі Модлина, битви під Лютценом і Бауцені. Командував ротою Гвардійської артилерії на Креквецьких висотах. 9 травня 1813 року за проявлену відвагу і те, що, незважаючи на отримане поранення, не покинув поле бою, М'якінін був нагороджений орденом Святого Георгія 4-го ступеня:
|  | за відзнаку у битві з французами при Бауцені. |

Отримав контузію в Битві народів під Лейпцигом, і за відзнаку в битві 11 січня 1814 року був проведений в генерал-майори.
У битві при Краонні командував артилерією. У 1814 році представлений до ордена Святого Георгія 3-го ступеня. 6 травня 1814 начальник артилерії 4-го піхотного корпусу М'якінін був звільнений у відпустку. Незабаром переїхав у Санкт-Петербург, де і помер 18 жовтня 1814 року від сухот, отриманих, ймовірно, при пораненні в груди.
1 грудня 1814 року Микола Діомидович М'якінін був виключений зі списків.